# Yo Picasso
Yo Picasso è un documentario del 1994 diretto da Sharon Maguire e basato sulla vita del pittore spagnolo Pablo Picasso.